# Георги Шишков (геолог)
Вижте пояснителната страница за други личности с името Георги Шишков.
Георги Димитров Шишков е български геолог, професор в Геолого-географския факултет на Софийския университет.

## Биография
Роден е на 11 юни 1939 г. в Казанлък.  През 1957 г. завършва средно образование в родния си град. През 1963 г. завършва геология в Софийския университет. В продължение на две години работи като геолог-проучвател на палеогенски въглищни обекти в района на село Арда и Смолян. Чрез конкурс през 1965 г. е избран за научен сътрудник в Геолого-географския факултет. Води упражнения по въглищна геология и петрология. Защитава докторска теза през 1972 г. на тема „Петрология и геохимия на въглищните генотипи от Източномаришкия басейн“. След това я надгражда в дисертационния си труд „Теоретични основи на биохимичната въглефикация“. През 1977 г. е избран за доцент, а през 1987 г. за професор по въглищна геология и органична петрология при Катедрата по геология и геохимия на изкопаемите горива при Геолого-географския факултет. Чете лекции по въглищна геология и петрология, геохимия на въглищата, геология на изкопаемите горива, методи за търсене и проучване на изкопаемите горива.
През 1980 – 1985 г. в национален координатор по Проект 166 на Международната геоложка координационна програма на ЮНЕСКО. Член е на редколегията и е съосновател на международното списание за въглища International Journal of Coal Geology. От 1992 до 1997 г. е редактор на Списанието на Българското геологическо дружество. През 1992 – 1999 е главен редактор на книга Геология от Годишника на Софийския университет. Той е отговорен редактор на Официалния дял на Годишника на Софийския университет и експерт по науките за Земята към Националния фонд „Научни изследвания“.
Член е на Българското геоложко дружество, Съюза на учените в България, Планетарната асоциация на САЩ, Съюза на българските журналисти и почетен член на Международния комитет по въглищна и органична петрология.
Умира на 26 юли 1999 година в София.
Гробът му се намира в парцел 35 на Централните софийски гробища.